# Episodi di Roma (seconda stagione)
La seconda stagione della serie televisiva Roma (Rome) è stata trasmessa in prima visione negli Stati Uniti sul canale via cavo HBO dal 14 gennaio al 25 marzo 2007.
In Italia è andata in onda in prima visione su Rai 4 dal 19 ottobre al 16 novembre 2009.
| nº | Titolo originale                                               | Titolo italiano                                | Prima TV USA     | Prima TV Italia  |
| -- | -------------------------------------------------------------- | ---------------------------------------------- | ---------------- | ---------------- |
| 1  | Passover                                                       | Passaggio                                      | 14 gennaio 2007  | 19 ottobre 2009  |
| 2  | Son of Hades                                                   | Figlio di Ade                                  | 21 gennaio 2007  | 19 ottobre 2009  |
| 3  | These Being the Words of Marcus Tullius Cicero                 | Queste sono le parole di Marco Tullio Cicerone | 28 gennaio 2007  | 26 ottobre 2009  |
| 4  | Testudo et Lepus (The Tortoise and the Hare)                   | Testuggine e Lepre                             | 4 febbraio 2007  | 26 ottobre 2009  |
| 5  | Heroes of the Republic                                         | Gli eroi della Repubblica                      | 11 febbraio 2007 | 2 novembre 2009  |
| 6  | Philippi                                                       | Filippi                                        | 18 febbraio 2007 | 2 novembre 2009  |
| 7  | Death Mask                                                     | La maschera funebre                            | 4 marzo 2007     | 9 novembre 2009  |
| 8  | A Necessary Fiction                                            | Una finzione necessaria                        | 11 marzo 2007    | 9 novembre 2009  |
| 9  | Deus impeditio esuritori nullus (No God Can Stop a Hungry Man) | Nemmeno un Dio può fermare gli affamati        | 18 marzo 2007    | 16 novembre 2009 |
| 10 | De patre vostro (About Your Father)                            | Riguardo vostro padre                          | 25 marzo 2007    | 16 novembre 2009 |

## Passaggio
- Titolo originale: Passover
- Diretto da: Tim Van Patten
- Scritto da: Bruno Heller

### Trama
L'uccisione di Giulio Cesare scatena a Roma il più totale disordine. Bruto, tornato a casa, riceve i complimenti di sua madre per aver svolto il suo dovere di difensore della Repubblica (malgrado la decisione di uccidere Cesare sia stata chiaramente dettata in larga misura dal desiderio del dittatore di troncare la loro relazione), ma Bruto è visibilmente combattuto, e conscio che ciò che ha fatto rischia di avere delle conseguenze imprevedibili.
Voreno intanto, dopo che Niobe si è suicidata quando il marito ha scoperto il tradimento maturato anni addietro quando lui era impegnato in Gallia, è disperato e furibondo e, dopo aver maledetto tutti i suoi parenti per essere stati complici nel mentirgli, vaga senza meta per le strade di una città dove regna l'assoluta anarchia.
Marco Antonio, dopo essere sfuggito al tentativo di omicidio dei sicari di Quinto Pompeo, che successivamente ucciderà di persona, riesce ad arrivare a casa di Azia; i due pianificano la fuga, ma si scontrano con la decisione di Calpurnia di voler restare a Roma per officiare il funerale del marito. Intanto viene letto il testamento di Cesare, nel quale il dittatore libera il fedele Posca dalla schiavitù, devolve 300 sesterzi della propria eredità ad ogni cittadino romano e, soprattutto, nomina suo nipote Ottaviano suo erede legittimo. Marco Antonio, sorprendentemente estromesso da qualsiasi lascito, è costretto ad ingoiare il boccone amaro, e accoglie la notizia con evidente disappunto. Quindi, su consiglio dello stesso Ottaviano e con la mediazione di Cicerone, negozia un incontro con Bruto e Cassio, a cui promette l'immunità in cambio della promessa di non bollare Cesare come un tiranno, cosa che di fatto delegittimerebbe tutte le delibere del dittatore e quindi anche i loro attuali incarichi: i due, pur riluttanti, accettano.
Pullo intanto, dopo aver sposato formalmente Irene e aver saputo della morte di Cesare, torna a Roma e ritrova Voreno, con cui celebra il funerale di Niobe. Nello stesso momento, al foro romano, vengono celebrati anche i funerali di Cesare, a cui partecipa una folla immensa e disperata, ma soprattutto infuriata con i suoi assassini. A quel punto, Bruto e Cassio capiscono il piano di Marco Antonio, che in un solo colpo è riuscito a mettere loro contro l'intero popolo, contro la quale i patrizi e i senatori di cui hanno l'appoggio sono ben poca cosa. Entrambi sono costretti a fuggire, tranne Servilia che rimane a Roma come ostaggio.
Voreno e Pullo, tornati a casa dopo il funerale, scoprono che i figli di Voreno sono stati rapiti da Erastes Fulmen e si precipitano al suo bordello per cercare di salvarli, ma ormai è già troppo tardi: al loro arrivo il criminale, in risposta alle antiche offese ricevute, dice di averli violentati, uccisi e gettati nel Tevere. Voreno lo decapita.
- Guest star: Manfredi Aliquò (Castore), Tim Barlow (antico oracolo cieco), Lydia Biondi (Merula), Alessio Cuna (Lucio), Anna Fausta Primiano (Vorena), Jay Simpson (Triolus), Roberto Sgarbi (uomo a cavallo), Dave Toole (uomo senza arti inferiori).

## Figlio di Ade
- Titolo originale: Son of Hades
- Diretto da: Allen Coulter
- Scritto da: Bruno Heller

### Trama
La morte di Erastes, il più potente capo della malavita locale, provoca nell'Aventino una sanguinosa guerra tra bande rivali per il controllo delle attività criminali e dei traffici via fiume che rischia di espandersi a macchia d'olio in tutta la città.
Cleopatra arriva a Roma per negoziare un nuovo accordo commerciale con la Repubblica e per l'occasione porta con sé il figlio Cesarione; chiede a Marco Antonio di riconoscerlo come figlio legittimo di Cesare, ma Marco Antonio si rifiuta, e la presenza in città della regina d'Egitto comincia a seminare pericolosa zizzania tra Azia e lo stesso Antonio. Come se non bastasse Antonio è sottoposto anche alle pressioni di Ottaviano, che attende invano di poter entrare in possesso dell'eredità dello zio, eredità che il console, con scuse e pretesti, tenta in ogni modo di non fargli avere.
Voreno intanto, dopo tutte le sventure capitategli, sembra aver perso la voglia di vivere, e Pullo si rivolge a Marco Antonio perché lo aiuti a ritrovare la ragione. Il console si reca dunque a casa sua e, rammentandogli il giuramento di fedeltà fatto al tempo in cui lo aveva nominato veterano della XIII, lo convince ad assumere il controllo dell'Aventino per mettere fine alla guerra tra bande. Voreno assolve fin troppo bene il suo compito, e dopo aver imposto con la forza la propria autorità sul colle, arrivando a proclamarsi il Figlio di Ade per la propria ferocia e a distruggere il simulacro della dèa Concordia, diventa tenutario di un lupanare che gestisce insieme a Pullo.
Ottaviano, stufo di aspettare l'eredità di Cesare, ottiene un prestito dallo Stato di tre milioni di sesterzi dando in garanzia i beni di famiglia così da poter mantenere la promessa fatta da Cesare nel suo testamento di distribuire 300 sesterzi ad ogni cittadino romano, guadagnandosi così il favore del popolo. Azia e Antonio la prendono ovviamente molto male, soprattutto Antonio, che capisce di non avere più a che fare con un ragazzino viziato. I due arrivano a picchiarsi selvaggiamente, con Antonio che ha la meglio e solo le suppliche di Azia lo fermano dallo strangolare Ottaviano. Poco dopo essere stati separati i due si rivolgono parole ingiuriose, con Ottaviano che grida ad Antonio che non è degno di guidare Roma.
Deciso a far valere i suoi diritti Ottaviano abbandona la città diretto a sud al comando di un piccolo esercito formato per buona parte da ex soldati di Cesare. Al suo seguito anche un manipolo di schiavi, e tra questi ci sono i familiari di Voreno.
- Guest star: Manfredi Aliquò (Castore), Dominic Atherton (Yesh), Lydia Biondi (Merula), Nicolò Brecci (Cesarione), Alessio Cuna (Lucio), Edward de Souza (ricco mercante), Federico Firmani (capo gallo), Cosimo Fusco (Annibale Cotta), Giacomo Gonnella (Carbo), Kathryn Hunter (Charmian), Julianne Liberto (Maria), Amy Marston (Debora), Michele Melega (sacerdote), Federico Pacifici (capo dei veterani), Sara Pasqualone (Bec), Anna Fausta Primiano (Vorena), Clive Ritchie (Tyro), Javier Torrecillas (capo di Quinto).

## Queste sono le parole di Marco Tullio Cicerone
- Titolo originale: These Being the Words of Marcus Tullius Cicero
- Diretto da: Alan Poul
- Scritto da: Bruno Heller

### Trama
Voreno è diventato ormai l'uomo più potente dell'Aventino, ma anche un individuo in grave crisi personale, che usa il pugno di ferro e che assolve al proprio ruolo con ferocia. Lui e Pullo sono sempre più ai ferri corti, e durante una discussione Pullo rivela inavvertitamente di essere l'assassino di Evandro, e di aver quindi sempre saputo del tradimento di Niobe.
Intanto i rapporti tra Azia e Antonio sono complicati dall'atteggiamento di Ottaviano, ormai in evidente atto di ribellione, e Antonio, il cui mandato di console sta ormai per scadere, convince Cicerone, anche dietro minaccia di morte, a proporlo in senato come governatore della ricca provincia della Gallia.
Nel tentativo di riallacciare i rapporti con la famiglia Ottaviano manda a Roma il suo amico Agrippa, e tra lui e Ottavia sembra nascere qualcosa; Azia, però, che ancora desidera la protezione di Antonio, si mostra fredda all'appello del figlio e lo rinnega come tale.
In oriente, Bruto e Cassio riescono ad ottenere l'appoggio del re della Bitinia, che promette loro una grande quantità di oro con cui procurarsi un esercito per riottenere il controllo su Roma.
Nel mentre Voreno e Pullo sono ormai giunti al punto di rottura, e dopo una violenta rissa Pullo e Irene se ne vanno, abbandonando la città. Lo stesso giorno, in Senato, durante la seduta in cui Marco Antonio dovrebbe essere proposto come governatore della Gallia, Cicerone non si presenta, ma incarica un altro senatore di leggere al suo posto il testo che ha preparato; il testo in questione in realtà si rivela essere non la proposta di nomina che Marco Antonio sperava, ma un ironico e spregiudicato attacco all'autorità del console, che viene bollato come irascibile, codardo, lascivo e incapace. Antonio va su tutte le furie, uccide a bastonate l'innocente senatore e mette insieme un esercito con cui marciare verso nord per prendersi la Gallia con la forza.
Poco tempo dopo Pullo, che si sente in colpa per la rottura con Voreno, torna a Roma per tentare di recuperarne l'amicizia, ma al suo arrivo trova il lupanare incendiato dalla guerriglia che nel frattempo è scoppiata nuovamente sull'Aventino: Voreno, infatti, è stato richiamato al suo reggimento, ed è partito al seguito di Marco Antonio. Nello stesso momento Pullo ritrova Lidia, la sorella di Niobe, fuggita dall'accampamento di Ottaviano, da cui apprende che i figli di Voreno sono ancora vivi, e parte a cavallo per raggiungere l'amico.
Intanto Azia, ancora nel suo palazzo, attende gli sviluppi degli eventi, inconscia del fatto che Durus, uno schiavo della sua casa, è in realtà un sicario di Servilia, assoldato per ucciderla.
- Guest star: Manfredi Aliquò (Castore), Dominic Atherton (Yesh), Nadia Baldi (sig.ra Bubo), Lydia Biondi (Merula), Bruno Bilotta (Appio), Allan Corduner (impiegato), Alessandro Cremona (dignitario di Ponto), Alessio Cuna (Lucio), Emilio De Marchi (Vizio), Giacomo Gonnella (Carbo), Kevin Johnston (guardia), Julianne Liberto (Maria), Amy Marston (Debora), Sara Pasqualone (Bec), Anna Fausta Primiano (Vorena), Clive Ritchie (Tyro), Rebekah Staton (Althea).

## Testuggine e Lepre
- Titolo originale: Testudo et Lepus (The Tortoise and the Hare)
- Diretto da: Adam Davidson
- Scritto da: Todd Ellis Kessler

### Trama
Servilia è ancora decisa a vendicarsi su Azia e su tutta la sua famiglia. Il suo piano è di mandare un sicario ad avvelenare il cibo destinato alla donna.
Ma il progetto salta e lo schiavo viene torturato finché non confessa il piano, indicando Servilia come mandante.
Azia, furibonda, fa catturare la donna allo scopo di torturarla a morte.
Timone, un mercenario di origine ebraica alle dipendenze di Azia, si rifiuta di infliggere il colpo di grazia alla donna e la libera, risparmiandole la vita.
Nel frattempo Tito Pullo è in cerca di Lucio Voreno, arruolatosi nell'esercito di Marco Antonio. Segue pertanto la sua scia di distruzione e morte fino alle legioni dell'amico. Dopo averlo trovato gli comunica che i suoi figli sono ancora vivi, fatti schiavi da un piccolo nobile locale.
Lucio, con il permesso di Marco Antonio, lascia l'esercito alla ricerca dei propri figli.
Agrippa viene inviato da Cesare Ottaviano a Roma, al cospetto della sorella, per comunicarle l'esito delle sue vittorie.
L'esercito di Cesare è riuscito a mettere in fuga Marco Antonio a nord, nelle Gallie.
Ormai stanco di rincorrere il rivale, Ottaviano decide di ritornare a Roma.
Voreno, nel frattempo, trova i suoi figli e li libera dalla schiavitù, uccidendo lo schiavista.
La figlia è stata obbligata a prostituirsi mentre il maschio, che è solo un bambino, lavora come schiavo.
- Guest star: Manfredi Aliquò (Castore), Dominic Atherton (Yesh), Lydia Biondi (Merula), Russell Byrne (tribuno), Alessio Cuna (Lucio), Julianne Liberto (Maria), Andy Linden (procuratore), Amy Marston (Debora), Sara Pasqualone (Bec), Anna Fausta Primiano (Vorena), Nuccio Siano (Saul), Simon Smith (sorvegliante), Rebekah Staton (Althea).

## Gli eroi della Repubblica
- Titolo originale: Heroes of the Republic
- Diretto da: Alik Sakharov
- Scritto da: Mere Smith

### Trama
Timone sentendosi in colpa per aver inflitto torture a Servilia, nell'intento di espiare i propri peccati si riavvicina alla fede.
Passa più tempo con la famiglia (che negli ultimi tempi aveva trascurato lasciando al fratello maggiore il ruolo di capo-famiglia), e in sinagoga.
Marco Antonio, ormai nuova guida delle legioni che prima furono comandate da Giulio Cesare, circondato da un ormai esiguo pugno di uomini è alla continua ricerca delle truppe di Bruto e Cassio.
Cesare Ottaviano tornato a Roma riceve in segreto Cicerone, rimasto uno dei politici di rilievo nella città e contratta con lui la possibilità di essere eletto console.
In città reincontra la sorella e la madre, con la quale c'è un po' di attrito visto che anni addietro lei lasciò che l'amante Marco Antonio lo picchiasse.
Agrippa, braccio destro di Ottaviano nutre un profondo sentimento per Ottavia e si dichiara alla donna che però non sembra interessata e continua a trascorrere le serate nei baccanali circondata dall'alcol.
Lucio Voreno torna con la famiglia (le due figlie e il figliastro) a Roma.
La villa dove abitavano è stata in parte ricostruita dall'incendio che l'ha devastata.
Nei mesi in cui Voreno è mancato da casa, Mascius, ha portato avanti le attività ludiche di giochi d'azzardo e prostituzione che l'ex magistrato dell'Aventino era riuscito ad organizzare.
Nel tentativo di fermare l'ondata di violenza che dilaga nelle strade della città, Lucio Voreno si presenta dai suoi rivali negli affari Memmio e Cotta proponendogli una tregua.
Da quando è tornato a Roma, Lucio tenta in tutti i modi di riallacciare i rapporti con ciò che resta della sua famiglia, e copre loro di premure, ma le figlie piene di rancore e risentimento, disprezzano il padre nonostante tutti i suoi sforzi di riconciliazione.
Nel frattempo, a nord, Marco Antonio offre il comando in seconda a Lepido, vecchio generale il cui esercito si è sparpagliato alla vista dell'esercito di Marco Antonio.
A Roma, Ottaviano viene eletto console, e rompendo l'accordo che aveva stipulato con Cicerone, dichiara Bruto e Cassio assassini (in quanto parteciparono al cesaricidio) e nemici dello Stato.
Cicerone scrive una lettera ai due generali, che al momento detengono l'esercito più imponente, mettendoli in guardia.
Ottaviano temendo un colpo di Stato, si dirige da Marco Antonio per alleare i due eserciti contro gli uomini di Bruto e Cassio, adesso alleati con Cicerone.
- Guest star: Manfredi Aliquò (Castore), Lydia Biondi (Merula), Alessio Cuna (Lucio), Cosimo Fusco (Annibale Cotta), Paolo Paoloni (sacerdote), Clive Riche (Tiro), Christopher Sciueref (soldato), Valery Usai (Vorena).

## Filippi
- Titolo originale: Philippi
- Diretto da: Roger Young
- Scritto da: Eoghan Mahony

### Trama
Cassio e Bruto iniziano il ritorno verso Roma con il loro potente esercito.
Ottaviano e Antonio riconciliati, riuniscono i loro eserciti e attuano un piano per uccidere i sostenitori di Bruto rimasti a Roma. Consegnano a Lucio Voreno e Tito Pullo una lista di nominativi di rivoltosi da assassinare. Nella lista compaiono Cicerone, sostenitore della Repubblica e nomi di persone scomode tra cui il padre di Giocasta, l'amica di Ottavia.
Lucio Voreno, Tito Pullo e Mascius, il terzo in comando dell'Aventino, riuniscono i capi dei distretti per divulgare gli ordini di Cesare. Ordinano di uccidere 80 patrizi e strappano un accordo con i capi dei collegi. Uccisi i loro bersagli possono tenerne le ricchezze a patto che non investano i soldi per aumentare il crimine che dilaga nelle strade ma ristabiliscano l'ordine migliorando la società grazie a opere caritatevoli per il popolo. Memmio, uno tra i più potenti tra i capi dei distretti accetta il patto, ma in segreto invia un complice a corteggiare la figlia di Lucio.
Tito Pullo riceve l'ordine di assassinare Cicerone e si dirige nella sua villa a Formia.
Ne approfitta per invitare la moglie, Lucio e la sua famiglia ad una gita sulle colline.
Tito si allontana per compiere il suo dovere e uccide Cicerone, il quale rifiuta di scappare, per concludere una lettera da consegnare a Bruto e ai suoi sostenitori. Il sicario di Cicerone conclude il suo obiettivo recidendo le mani e inchiodandole alle porte del Senato come monito per gli oppositori del nuovo triumvirato (come volontà specificatamente espressa da Marco Antonio).
Il messo, incaricato di consegnare le ultime volontà di Cicerone, mentre si dirige da Bruto, si imbatte in Lucio, il figlio di Voreno. Per evitare di investirlo col proprio cavallo, frena bruscamente ma perde il messaggio.
Nel frattempo, a Roma, continua il massacro degli oppositori di Cesare. Ottavia e Agrippa intraprendono una relazione segreta. La gente è terrorizzata e scoppiano alcune rivolte, tra le quali una tra gli ebrei della sinagoga.
Cesare Ottaviano e Marco Antonio con il loro esercito riunito scovano Bruto, Cassio e le loro legioni. Inizia lo scontro tra le milizie, l'esito del quale è a favore di Cesare e dei suoi sostenitori. Cassio perde la vita in battaglia mentre Bruto si immola risparmiando la vita delle proprie unità.
- Guest star: Chris Anderson (aiutante di campo), Giorgio Antonini (guardia), Alessio Cuna (Lucio), Adriana Di Guilmi (accompagnatrice), Vernon Dobtcheff (rabbino), Federico Firmani (capo dei galli), Cosimo Fusco (Annibale Cotta), Ian Gunn (agente segreto), Linal Haft (uomo barbuto), Valerio Isidori (schiavo cieco), Rocky Marshall (Omnipor), Niko Nicotera (messaggero), Clive Riche (Tiro), Nuccio Siano (Saul), Julian Stolzenberg (uomo barbuto), Daniel Tatarsky (delinquente), Valery Usai (Vorena).

## La maschera funebre
- Titolo originale: Death Mask
- Diretto da: John Maybury
- Scritto da: Scott Buck

### Trama
Servilia piange la morte del figlio Bruto mentre invoca giustizia di fronte alla villa di Azia.
Maledice pubblicamente la donna e tutta la famiglia Giulia e infine si toglie la vita come prezzo per la sua richiesta agli dei.
Il Senato teme che possa nascere una nuova dittatura, così il nuovo triumvirato è convinto che spartendosi i territori riusciranno a quietare ogni sospetto.
Marco Antonio si aggiudica l'Egitto e le provincie orientali, a Cesare Ottaviano spetta Roma e l'occidente, mentre Marco Lepido riceve l'Africa.
L'accordo prevede che la spartizione, di gran lunga più favorevole per Marco Antonio, sia puramente amministrativa, in quanto le ricchezze verranno suddivise equamente.
A Roma, intanto, Memmio imbroglia Lucio falsificando i denari (simili a un buono) che permettono agli abitanti dell'Aventino di ricevere razioni di cibo gratuitamente, distribuendo i falsi agli abitanti degli altri quartieri.
Irene, moglie di Tito e in attesa del loro primo figlio, viene insultata da Gaia, la schiava del lupanare.
Tra le due scatta una lite e Irene pretende sia risolta dal proprio marito Pullo a suon di frustate verso la schiava.
Tito non riesce però a resistere alle persuasioni della donna e finisce col tradire sua moglie.
Erode arriva a Roma, e viene varata una legge che limiti le ingiurie verso gli ebrei durante la sua permanenza.
Erode contratta con Marco Antonio, ottenendo l'appoggio di Roma per la pacificazione e la conquista della turbolenta regione della Giudea in cambio del pagamento di una forte somma di denaro.
Cesare Ottaviano venuto a sapere della tangente versata da Erode a Marco Antonio, richiede ciò che gli è dovuto: un terzo della somma.
Intanto l'uomo inviato da Memmio, Omnipor, ha iniziato da mesi una relazione con la figlia di Lucio, Vorena. Ora finalmente si svela il suo piano: Memmio finge di scoprire la relazione (in realtà da lui architettata) tra il suo schiavo e Vorena. Avendo giurato amicizia con Lucio Voreno, è obbligato ad essere onesto, se non vuole perdere gli accordi e la vita, ma Vorena lo supplica di tenere il segreto. Le giura di non rivelare l'accaduto, se lei lo informerà delle decisioni del padre, spiandolo per suo conto.
Nel frattempo, Ottaviano e Marco Antonio stipulano un patto, secondo il quale ogni tassa o tributo deve essere diviso in tre parti.
Azia per suggellare l'accordo, ne approfitta, proponendo un matrimonio tra le famiglie, sposando quindi Marco Antonio.
In realtà, Ottaviano fa sposare la sorella Ottavia, amante di Agrippa, al generale Marco Antonio.
Iniziano a crearsi numerosi dissapori dal momento che è risaputo che Marco Antonio e Azia siano amanti. Così facendo viene bloccata di fatto la loro relazione. Inoltre Agrippa è geloso del fatto che Ottavia, la sua amante, sia ora sposata con Marco Antonio.
Tra i giudei che vivono a Roma, alcuni pianificano l'assassinio di Erode, considerato un traditore del suo popolo. All'ultimo però Timone, sicario insieme al fratello Levi, vuole uscirne e non prenderne parte. I due hanno una colluttazione ma Levi ha la peggio: viene accoltellato all'addome e muore.
- Guest star: Manfredi Aliquò (Castore), Dominic Atherton (Yesh), Lydia Biondi (Merula), Stefano Consolini (cantore), Mimmo Esposito (augure), Stefano Gragnani (anziano), Tyrone Huggins (bestiarius), Anne Lambton (speziale), Julianne Liberto (Maria), Rocky Marshall (Omnipor), Amy Marston (Deborah), Sara Pasqualone (Bec), Alessandro Ruo (pontefice massimo), Jannina Salvetti (negoziante), Valery Usai (Vorena), René Zagger (Erode).

## Una finzione necessaria
- Titolo originale: A Necessary Fiction
- Diretto da: Carl Franklin
- Scritto da: Todd Ellis Kessler

### Trama
A Roma gli appartenenti alla famiglia Giulia continuano in segreto le loro relazioni, mentre nella villa di Lucio segretamente la schiava Gaia è infatuata di Tito Pullo. Gaia decide di avvelenare Irene, moglie di Pullo in attesa del loro primo figlio: perciò si procura del silfio ed elleboro, erbe in grado di provocare l'aborto e di proposito non compra l'equiseto, in grado di limitare il sanguinamento conseguente all'aborto forzato. Mescolando queste erbe in un infuso, Gaia riesce a farle assumere ad Irene, la quale dopo atroci sofferenze perde il figlio maschio, morendo anche lei poco dopo. Come ultimo desiderio, Irene richiede a Tito di essere sepolta e non cremata, assieme al loro figlio, in un terreno senza alberi ed avvolti in un velo nero.
Gli uomini dell'Aventino vengono incaricati di portare l'oro di Erode nelle casse del triumvirato. Pullo, ancora in lutto per la tragedia familiare, non può partecipare alla scorta, così vi prende parte Mascius. La carovana cade però sotto un'imboscata, in cui gli uomini vengono uccisi e l'oro rubato. Lucio, accollandosi ogni responsabilità, si precipita dal triumvirato e lo informa dell'accaduto. I tre uomini si accusano a vicenda come mandatari dell'episodio. Memmio, il vero colpevole, indice un'assemblea tra i capi escludendo Voreno.
Lo scopo è di controllare anche l'Aventino mettendo così le mani sul commercio del grano, da sempre sotto il potere di Lucio. Con l'oro rubato compra quindi gli altri capi per assassinarlo.
Ottaviano scopre l'adulterio di Marco Antonio con Azia e convoca una riunione familiare: alla cena presenta Livia, figlia di Marco Livio Druso Claudiano, come sua promessa sposa. Non perde tempo per svelare di essere a conoscenza dei tradimenti all'interno della famiglia. Adirato, Ottaviano impone a Marco Antonio di diregersi verso i territori orientali, minacciandolo di rivelare pubblicamente la sua incapacità a mantenere la fedeltà della moglie (Ottavia infatti ha da tempo una relazione con Agrippa, e se ciò venisse rivelato pubblicamente porterebbe disonore e derisione su Marco Antonio). Così facendo verrebbe ridicolizzato da chiunque e riconosciuto come cornuto anche dai suoi uomini, perdendo così il suo carisma sull'esercito. Cesare Ottaviano fa rinchiudere nei loro alloggi Azia e Ottavia. Prima di partire verso l'Egitto, Marco Antonio promette all'amante Azia che si rivedranno.
Lucio e Pullo pensano che Memmio abbia rubato l'oro e che Mascius gli abbia dato tutte le informazioni necessarie tradendo così Lucio.
Non immaginano nemmeno che la figlia Vorena sia implicata nell'imboscata. Quando i due sono sul punto di uccidere Mascius, Lucio trova una bambola di vimini che l'amante della figlia usava regalarle per sedurla. Lucio capisce che l'informatore è quindi sua figlia e risparmiano Mascius. Voreno si dirige dalla ragazza la quale in una furibonda lite confessa di odiarlo vedendolo come causa delle loro disavventure, della morte della madre, e della sua condanna in schiavitù a prostituirsi. Lucio, folle dalla rabbia schiaffeggia la ragazza che solo per poco non uccide strangolandola. L'uomo ormai pieno di vergogna va da Marco Antonio: lascia le sue dimissioni al collegio e chiede di essere reclutato nel suo esercito in procinto di dirigersi ad Alessandria in Egitto. Infine, propone Pullo come sostituto alla sua carica. Dopo la sua partenza esplode la rivolta commissionata da Memmio contro il collegio Aventino.
- Guest star: Dominic Atherton (Yesh), Max Baldry (Cesarione), Lydia Biondi (Merula), Alessio Cuna (Lucio), Kevin Dignam (capo littore), Tim Faraday (capo legionario), Cosimo Fusco (Annibale Cotta), Alice Henley (Livia), Kathryn Hunter (Charmian), Anne Lambton (speziale), Julianne Liberto (Maria), Rocky Marshall (Omnipor), Amy Marston (Deborah), Deborah Moore (Alfidia), Sara Pasqualone (Bec), Valery Usai (Vorena).

## Nemmeno un Dio può fermare gli affamati
- Titolo originale: Deus impeditio esuritori nullus (No God Can Stop a Hungry Man)
- Diretto da: Steve Shill
- Scritto da: Mere Smith

### Trama
Ad Alessandria, Marco Antonio governa l'Egitto credendo di essere un Dio mentre l'arrogante Cesarione, figlio di Cleopatra e Cesare, passa le giornate giocando con Lucio e subissandolo di domande sul padre defunto.
Roma è in preda alla carestia. Anche l'Aventino è in crisi, il popolo reclama più cibo e Tito è incapace di trattenere la folla affamata.
Memmio (mutilato della lingua, che gli è stata estirpata con un morso da Pullo durante la recente rivolta) vive rinchiuso in gabbia sopravvivendo grazie agli avanzi lasciatigli da Tito.
Cesare Ottaviano invia Azia e Ottavia in Egitto per convincere Marco Antonio e Cleopatra ad inviare più grano a Roma. Il piano di Ottaviano è molto astuto: il suo scopo è di ottenere i favori del popolo romano che incolpa lui per la carestia. Nel caso in cui Azia e Ottavia riescano a convincere Antonio a inviare più grano, verrebbe comunque ricordato come un buon statista e moderatore; se invece Antonio dovesse ripudiare le donne, il popolo vedrebbe questo come un affronto e sosterrebbe Cesare nel combattere una guerra.
Arrivate ad Alessandria, Azia e Ottavia incontrano Giocasta, ora moglie di Posca, l'ex schiavo e fidato consigliere di Giulio Cesare.
Giocasta tenta di intrattenerle mentre attendono che Antonio apra le porte per ricevere le due donne. Ma questo non avviene e Marco Antonio, persuaso da Cleopatra, le rimanda alla loro nave senza degnarsi di riceverle. Posca e la moglie scappano con la nave di Azia e, sorpresi da Lucio nella fuga, gli propongono di seguirli; Lucio rifiuta la loro offerta, rimanendo fedele al suo giuramento, ma copre la loro fuga dinanzi alle domande di Marco Antonio.
Tornate a Roma, Azia e Ottavia informano Ottaviano che convince il Senato a iniziare guerra contro Marco Antonio. Ottaviano chiede al suo amico di vecchia data Tito Pullo di partecipare alla battaglia arruolandosi all'esercito, contando che l'amicizia fraterna fra Tito e Lucio Voreno possa far tornare quest'ultimo al fianco di Cesare Ottaviano, rinnegando il suo giuramento verso Marco Antonio.
Tito lascia il comando dell'Aventino a Mascius. La sera prima della partenza, Memmio esce dalla gabbia nella quale è rinchiuso e prepara un agguato a Tito: lo colpisce alle spalle facendolo crollare al suolo svenuto. Quando Memmio è in procinto di ucciderlo, interviene la schiava Gaia, diventata la donna di Pullo, che uccide Memmio pur venendo gravemente ferita con due coltellate al ventre. La donna, verosimilmente incinta di Pullo, perde così il bambino e sta per morire dissanguata, per la disperazione di Pullo che vede per la seconda volta gli dei accanirsi su di lui, togliendogli la donna che ama e la possibilità di avere un erede. In punto di morte, la donna dichiara il suo amore per Pullo e confessa che pur di averlo per sé ha avvelenato Irene, causandone la morte. Tito, senza batter ciglio, strangola Gaia e getta il suo cadavere in una pozza.
- Guest star: Manfredi Aliquò (Castore), Max Baldry (Cesarione), Lydia Biondi (Merula), Noa Bodner (prostituta), Stefan Brown (Lucio), Kammy Darweish (Radamante), Jack Ellis (Bibulo), Alice Henley (Livia), Kathryn Hunter (Charmian), Javier Torrecillas (Barca), Valery Usai (Vorena).

## Riguardo vostro padre
- Titolo originale: De patre vostro (About Your Father)
- Diretto da: John Maybury
- Scritto da: Bruno Heller

### Trama
Ad Azio, Agrippa vince contro la flotta egizia capitanata da Marco Antonio e questi è costretto a rifugiarsi in Egitto con Lucio Voreno ed un manipolo di uomini, perlopiù feriti o morenti, ancora al suo fianco.
Cesare Ottaviano offre a Lucio di risparmiarlo e accoglierlo da amico, se apre i cancelli permettendo a Cesare di varcare le mura. Voreno rifiuta l'offerta e rimane fedele a Marco Antonio. Questi contropropone un duello a Cesare Ottaviano per risolvere la questione fra loro.
Si allena nei combattimenti con Voreno. In preda all'alcol fa sfoggio della propria arroganza uccidendo davanti a tutti chi non la pensa come lui.
Cesare Ottaviano invia una lettera a Cleopatra, offrendo di risparmiare la vita sua e di tutti i suoi figli (compreso Cesarione) e lasciarle il regno d'Egitto se lei tradirà Marco Antonio consegnandolo nelle mani di Cesare stesso.
L'indomani Marco Antonio viene a conoscenza di una lettera d'addio di Cleopatra e, prima di seguirla nella sorte, libera Lucio da ogni vincolo. Si fa uccidere con un colpo di spada al ventre, da vero soldato di Roma, facendosi aiutare dal fedele Lucio Voreno. Dopo l'uccisione, Lucio veste Marco Antonio con la migliore delle sue vesti da generale pronto per esporlo. In quel momento entra però nella stanza Cleopatra, che evidentemente aveva accettato l'offerta di Cesare Ottaviano.
Dal successivo incontro fra Cleopatra ed Ottaviano, la regina d'Egitto capisce che Ottaviano la sta ingannando: le sue parole sono tutte menzogne, in realtà, Ottaviano ha intenzione di esporre Cleopatra e Marco Antonio in catene dinanzi al popolo romano come due trofei personale, dopo aver ucciso Cesarione. Rimasti soli, Cleopatra e Lucio, questi si offre di salvare Cesarione dalle grinfie di Cesare Ottaviano, che, credendolo figlio di Giulio Cesare, vorrà certamente ucciderlo. Decide di portarlo dal vero padre, Tito Pullo. Cleopatra è affranta per aver tradito Marco Antonio pur di avere salva la vita; solo ora capisce che contro Ottaviano non ha speranza di salvarsi: perciò segue l'amato Marco Antonio, facendosi mordere al seno da un serpente, il cui veleno ha effetto nel tempo di circa quaranta respiri.
Lucio, in fuga con Cesarione, viene raggiunto da Tito Pullo che ha ricevuto l'ordine da Cesare di uccidere il ragazzo. L'uomo invece si accorda con Lucio per far fuggire Cesarione verso il sud. In un posto di blocco però, causa la lingua lunga del ragazzo, vengono scoperti.
I due uccidono tutti gli uomini ma Lucio rimane gravemente ferito. Come ultimo desiderio, chiede a Tito di essere portato a Roma, per morire circondato dai suoi figli.
Dopo un mese raggiungono Roma: i figli di Lucio, inizialmente si rifiutano di vederlo, ma quando Tito rivela che Lucio Voreno potrebbe essere in punto di morte, i figli cedono e trascorrono del tempo col padre.
Intanto la città è in preda ai festeggiamenti per il ritorno di Cesare dall'Egitto. Azia, inizialmente abbattuta per la morte dell'amato Marco Antonio, ritrova la forza per mettere a tacere tutto e tutti sul proprio cammino, anche Livia, la giovane moglie di Ottaviano.
Tito Pullo si presenta al cospetto di Cesare e gli mente, riferendogli di aver ucciso Cesarione decapitandolo e che anche Lucio Voreno è morto; per aver adempiuto alla sua missione, riceve un importante compenso. Poco dopo, Tito Pullo riferisce a Cesarione, che ora si fa chiamare Enea, che Ottaviano non lo braccherà più e che lo crede morto; quando il bambino inneggia alla rivalsa della propria famiglia ed alla caduta di Ottaviano per vendicare il proprio padre Giulio Cesare, Tito Pullo gli dice che c'è una cosa che dovrebbe dirgli riguardo a suo padre. Il destino di Voreno rimane ignoto; avendo raccontato a Ottaviano un sacco di menzogne (dettaglio rivelato poi a Enea), potrebbe aver mentito anche riguardo Lucio, che potrebbe essere ancora vivo.
- Guest star: Manfredi Aliquò (Castore), Charlie Anson (emissario), Max Baldry (Cesarione), Lydia Biondi (Merula), Stefan Brown (Lucio), Richard Dillane (centurione Varro), Matthew Eggleton (consigliere egiziano), Alice Henley (Livia), Kathryn Hunter (Charmian), Sara Kestelman (anziana), Deborah Moore (Alfidia), Valery Usai (Vorena).